# Ña ña ña ña ña ña

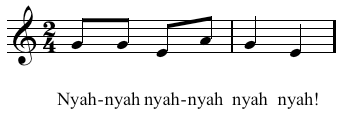
La melodía presenta una tercera menor descendente.

Ña ña ña ña ña ña es la representación lexigráfica de un canto infantil común. Es una interpretación de una vocalización común para una figura musical de seis notas que está asociada con los niños; se encuentra en muchas culturas derivadas de Europa y se usa a menudo como burla.

## Variaciones
Se ve particularmente en el este de Estados Unidos y la Gran Bretaña moderna.[cita requerida] Hay muchas otras vocalizaciones para la melodía, así como otras formas de interpretar la versión estándar. Algunas manifestaciones incluyen:
- "Nanny nanny boo boo", "Na-na na-na boo-boo", o "Neener neener neener" en los Estados Unidos[8][9]
- "Chincha rabiña" o "A que no me pillas" en España [cita requerida]
- "Du kan ikke fange mig" en Dinamarca (que significa «No puedes atraparme»)[cita requerida]
- "Na na na na nère" (también "nanananère") en Francia[10]
- "Naa na na naa na" en los Países Bajos[cita requerida]
- "Na-na-na banana" en Israel (que significa "menta (y) plátano")[cita requerida]
- "Läl-läl-läl-läl lie-ru" (una burla) o "Et saa mua kiinni" en Finlandia («No puedes atraparme»)
- "Skvallerbytta bing bång" (que significa «Soplón ding dong»)[11]  o "Du kan inte ta mig" en Suecia («No puedes atraparme»)[cita requerida]
- "Ædda bædda buse"[cita requerida] en Noruega
- "Lero lero" en México

Niños en Corea usan una figura diferente para burlarse, la-sol-la-sol mi-re-mi-re con la vocalización 얼레리 꼴레리 (eol-re-ri kkol-re-ri),[cita requerida] mientras que una variante japonesa es sol-sol-mi-mi sol-mi-mi;[cita requerida] en México se encuentra una figura sol-la-sol-mi, sol-la-sol-mi.[cita requerida]
La burla inicial a veces es seguida por más versos que usan la misma melodía, por ejemplo, en Estados Unidos «Nanny nanny nanny goat, cannot catch a billy goat» o también «Nanny nanny boo boo» con «Stick your head in doo-doo». Los niños franceses pueden seguir «Na na na na nère» con «Pouette pouette camembert». En Croacia, los niños cantan «Ulovi me, ulovi me, kupit ću ti novine. Novine su skupe, poljubi me u dupe» (que significa: «Atrápame, atrápame, [si haces eso,] te compraré un periódico. Los periódicos son caros, bésame el culo»).[cita requerida]
Si bien la expresión ña se define como una demostración de superioridad desdeñosa sobre otro, esto se deriva del canto en lugar de viceversa por lo que la versión vocalizada del canto es, al menos en su origen, un ejemplo de comunicación enteramente por paralingüística.  Sin embargo, a veces se aplican palabras significativas para el contexto ad hoc. Shirley Jackson se refirió a él como el «da da, da- da da» o «Me sé un secreto», canto en Vida entre los salvajes.

## Otros usos
También se observan usos no burlescos, también asociados con los niños. Una melodía para el corro de la patata (que se canta con muchas melodías variantes) utiliza la susodicha figura musical;  una melodía común de la nana inglesa Bye, baby Bunting usa una figura similar, y una de Olly olly in free también lo hace.
Benjamin Britten usó la figura en su ópera de 1946 La violación de Lucrecia para una escena en la que los generales romanos y etruscos se burlan entre sí.
Este canto se utiliza en Wario World como música para la pantalla de pausa, cantada por el personaje principal, Wario.
La figura melódica de este canto se incorpora al comienzo de la melodía del estribillo de la canción That's What You Get de Paramore.
La figura melódica de este canto es un motivo recurrente en Phineas y Ferb que suena cuando Candace intenta atrapar a sus hermanos con su madre.